# Jean Deslauriers
Pour les articles homonymes, voir Deslauriers.
Jean Deslauriers, né à Montréal le 24 juin 1909, dans la paroisse Saint-Enfant-Jésus et décédé à Saint-Jérôme, au Québec, le 30 mai 1978, est un chef d’orchestre, violoniste et compositeur qui a connu un long et prolifique partenariat de plus de 40 ans avec la Société Radio-Canada (SRC), dont il tire une grande notoriété auprès des Québécois. Durant ces quelque 40 années, il assume la direction d’orchestres dans le cadre de la production de longs-métrages, et d’émissions de télévision et de radio diffusés par la SRC. Au cours de cette période, il est régulièrement chef invité d’orchestres et de compagnies d’opéras partout au pays. Il est aussi membre de la direction d’orchestres de l’Opéra du Québec,.

« Jean a marqué une époque dans l’histoire musicale du Québec. Cette période qu’il couvre est très longue, et le terrain de son enseignement très vaste. À une époque d’évolution artistique encore difficile, il lui arrivait à faire accepter à un public très ignorant de la musique à « élite » avant tout à la radio, puis dès les débuts de la télévision. Jean a fait sortir la « grande » musique de son élite. »

— Fernand Quirion, directeur adjoint de la Télévision française de Radio-Canada,,.
« Chef à la technique sobre mais efficace, Jean Deslauriers était un musicien toujours soucieux de fidélité aux textes, aussi à l'aise au concert qu'à l'opéra de même que dans un répertoire plus léger » écrit Guy Gallo dans L'Encyclopédie canadienne. Parmi les compositions les plus connues de Jean Deslauriers, notons le « Prélude pour cordes » et la mélodie « La musique des yeux ».

## Carrière

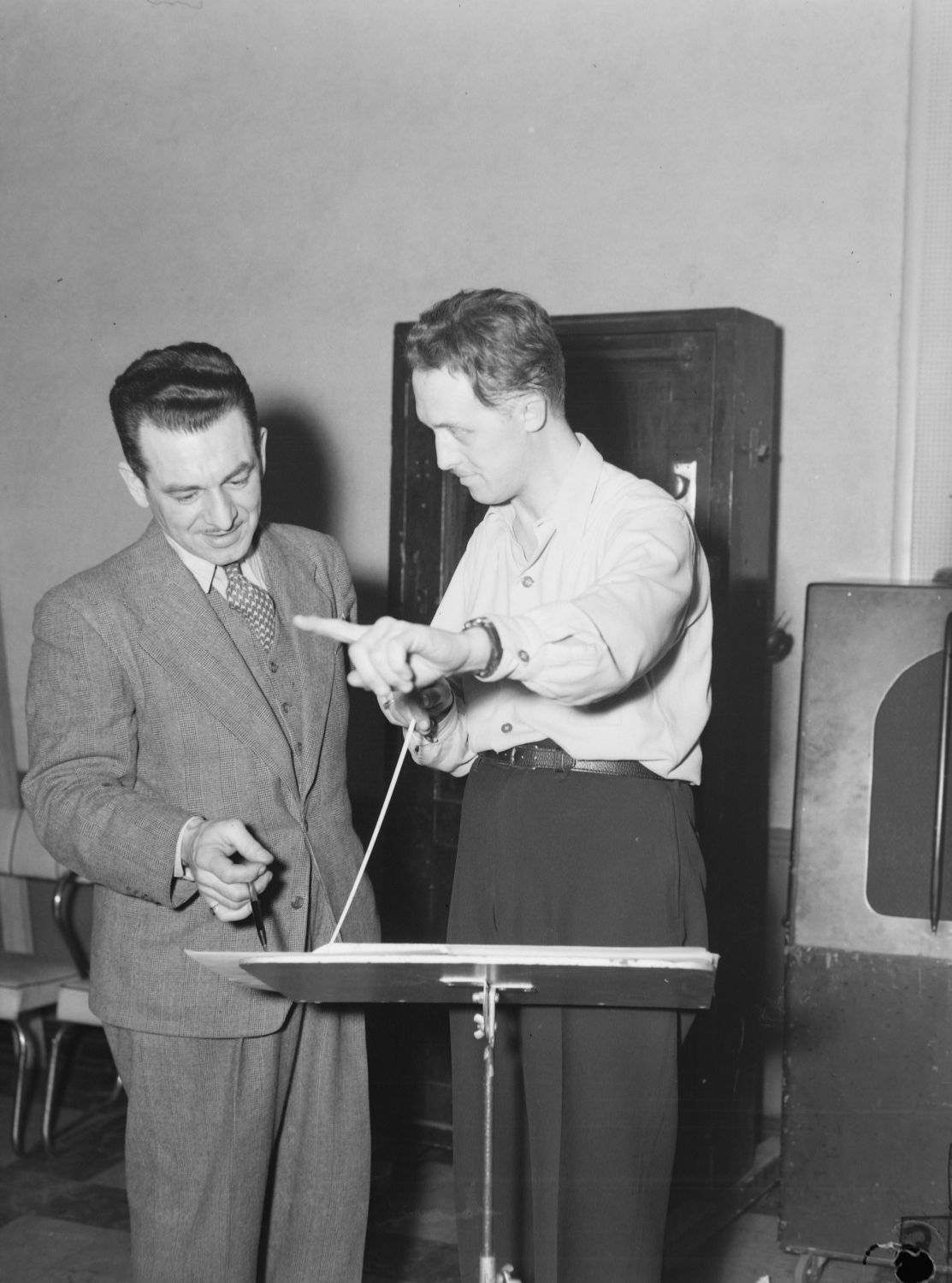
L'animateur Marcel Henri discutant avec Jean Deslauriers dans un studio de la station CBC à Montréal.

Enfant prodige, Jean Deslauriers, entreprend une carrière de violoniste alors qu’il n’était qu’un jeune adolescent. Ainsi, de 1918 à 1923, il étudie le violon avec Émile Taranto et Camille Couture. 
Chaque année, de 1924 à 1929, il effectue une tournée au Canada et aux États-Unis avec les chanteurs de grande notoriété Paul Dufault et Joseph Saucier. De 1918 à 1923, il étudie également l'orchestration avec Claude Champagne (compositeur), le contrepoint rigoureux et l’instrumentation avec Auguste Descarries, et l’harmonie et le solfège avec Romain-Octave Pelletier. Au début des années 1930, il est violoniste et chef d'un ensemble musical à bord de bateaux de croisières,.

### Concerts et opéras à Radio-Canada
De 1935 à 1945, il est membre de la Société des concerts symphoniques de Montréal, devenue l’Orchestre symphonique de Montréal (OSM) en 1953. En 1936, à Montréal, il commence sa carrière de chef d’orchestre à la radio de Radio-Canada, notamment aux émissions « Radio-Concerts canadiens », « Théâtre lyrique Molson » et « Concerts d’opéras ». À la télévision, devenu un média bien installé, Jean Deslauriers est au pupitre de « L’Heure du concert », « Sérénade » et « Concerts populaires ». De 1937 à 1957, il dirige l’orchestre de l’émission de radio « Sérénade pour cordes », lauréat du Trophée LaFlèche en 1945,. 
Après la Seconde Guerre mondiale, Jean Deslauriers fait l’orchestration et la musique de plusieurs films produits par la Société Radio-Canada. En 1954, il dirige « Le Barbier de Séville » de Gioachino Rossini, un des premiers opéras diffusés à la télévision de la SRC. Il dirige par la suite beaucoup d’autres opéras diffusés par la SCR et plusieurs spectacles lyriques tels Monsieur Beaucaire (1954), Roméo et Juliette (1971), Madame Butterfly (1977), La Bohème, avec la Compagnie d’opéra canadienne (1972) et Faust avec l’Edmonton Opera Assn (1973). 
Le 14 mai 1953, Jean Deslauriers participe à l'émission radiophonique Hello Toronto... ici Montréal de la station CBFT soulignant le nouveau réseau d'ondes reliant pour la première fois Montréal à Toronto.
Très actif durant les années 1960 et 70, Jean Deslauriers dirige les orchestres symphoniques de Montréal, Toronto, Ottawa, Winnipeg, Vancouver, Halifax et Québec. En 1966, il dirige entre autres l’Orchestre symphonique de Toronto pour la première mondiale de Three Episodes for Orchestra de Robert Turner, et en 1968 l’Orchestre symphonique de la CBC pour la première de Prismes-Anamorphoses de François Morel. De 1967 à 1970, il est directeur musical du Théâtre lyrique du Québec, alors qu’il dirige notamment Mignon et Les Pêcheurs de perles, puis chef d’orchestre adjoint à l’Opéra du Québec de 1972 à 1975.
Durant les années 1970, il est directeur musical invité de la Canadian Opera Company et  l’Edmonton Opera. Premiers chef d’orchestre de l’école, Jean Deslauriers enseigne aussi au Conservatoire de musique du Québec à Trois-Rivières.

### Commission d’enquête sur l’enseignement des arts
Jean Deslauriers a été membre de la Commission d’enquête sur l’enseignement des arts dans la province de Québec, présidé par le sociologue Marcel Rioux. Le rapport de la Commission a été soumis au lieutenant-gouverneur du Québec en août 1968 par le président de la Commission. Le Rapport concerne tous les arts, mais confère à la musique une importance particulière du fait que « ... l'homme est né du son (le verbe) et son essence restera toujours sonore ». Les recommandations de la Commission ont mené notamment à la création d'écoles publiques à vocation musicale dans diverses régions du Québec

## Fin de vie
Jean Deslauriers n’a jamais pris sa retraite. Il meurt à Saint-Jérôme le 30 mai 1978 à l’âge de 68 ans. Ses documents personnels ont été déposés à Bibliothèque et Archives nationales du Québec, tandis que sa collection d'environ 400 partitions est conservée au Conservatoire de musique du Québec. En 1975, l’Auditorium Le Plateau est nommé Salle Jean-Deslauriers.
Aux funérailles de Jean Deslauriers, le vendredi 2 juin 1978 à l’Église Notre-Dame-des-Neiges, à Montréal, Pierre Lambert, deuxième gendre de la famille, a rendu hommage au chef d’orchestre en ces termes :

« Avec la mort de Jean Deslauriers, nous avons perdu le meilleur chef d’orchestre québécois. Parce qu’il n’était pas un diplomate, parce qu’il a refusé de jouer le jeu social et politiques selon les règles étroites et malhonnêtes des coulisses de notre société, il a durement payé dans sa vie : c’est ainsi qu’il n’a pas toujours eu la reconnaissance officielle et les postes qu’il avait pourtant mérité. Pour lui, l’honnêteté personnelle était d’une importance capitale dans la vie ; et il ne l’a jamais compromise. Les sophistications superficielles ne l’intéressaient pas »

— Deslauriers 1983, p. 343

## Vie privée
Jean Deslauriers est le fils de Paul-Émile Deslauriers et Marie-Anne Quesnel, mariés le 16 septembre 1907 à Dorval. Il est le mari de Jeanne Gariépy et le couple a eu cinq enfants : Nicole, Gilles, Marie, Louise et l'aînée, la soprano Yolande Deslauriers-Husaruk.

## Postérité
- Le 16 juillet 2003, la municipalité de Boucherville nomme la rue Jean Deslauriers en l'honneur du chef d'orchestre[24].